# Skoki do wody na Letnich Igrzyskach Olimpijskich 1936
Wyniki zawodów w skokach do wody, które zostały rozegrane podczas Letnich Igrzysk Olimpijskich 1936 w Berlinie. Rywalizacja trwała w dniach 10–15 sierpnia. Wzięło w niej udział 69 skoczków, w tym 30 kobiet i 39 mężczyzn z 21 krajów. Polacy nie startowali.

## Mężczyźni
| Konkurencja    | Złoto           | Wynik  | Srebro         | Wynik  | Brąz          | Wynik  |
| Trampolina 3 m | Richard Degener | 163,57 | Marshall Wayne | 159,56 | Alan Greene   | 146,29 |
| Wieża 10 m     | Marshall Wayne  | 113,58 | Elbert Root    | 110,60 | Hermann Stork | 110,31 |

## Kobiety
| Konkurencja    | Złoto                | Wynik | Srebro          | Wynik | Brąz                 | Wynik |
| Trampolina 3 m | Marjorie Gestring    | 89,27 | Katherine Rawls | 88,35 | Dorothy Poynton-Hill | 82,36 |
| Wieża 10 m     | Dorothy Poynton-Hill | 33,93 | Velma Dunn      | 33,63 | Käthe Köhler         | 33,43 |

## Klasyfikacja medalowa
| Lp. | Reprezentacja     |   |   |   | Razem |
| --- | ----------------- | - | - | - | ----- |
| 1.  | Stany Zjednoczone | 4 | 4 | 2 | 10    |
| 2.  | III Rzesza        | 0 | 0 | 2 | 2     |